# V (프로그래밍 언어)
V는 2019년 알렉스 미드베드니코브가 개발한 프로그래밍 언어이다.